# Siberuk
Siberuk is een bestuurslaag in het regentschap Batang van de provincie Midden-Java, Indonesië. Siberuk telt 988 inwoners (volkstelling 2010).